# Marcin Peterseim
Marcin Peterseim (ur. 29 lipca 1827 w Ostrawie, zm. 13 marca 1904 w Krakowie) – krakowski przedsiębiorca, właściciel fabryki maszyn rolniczych.

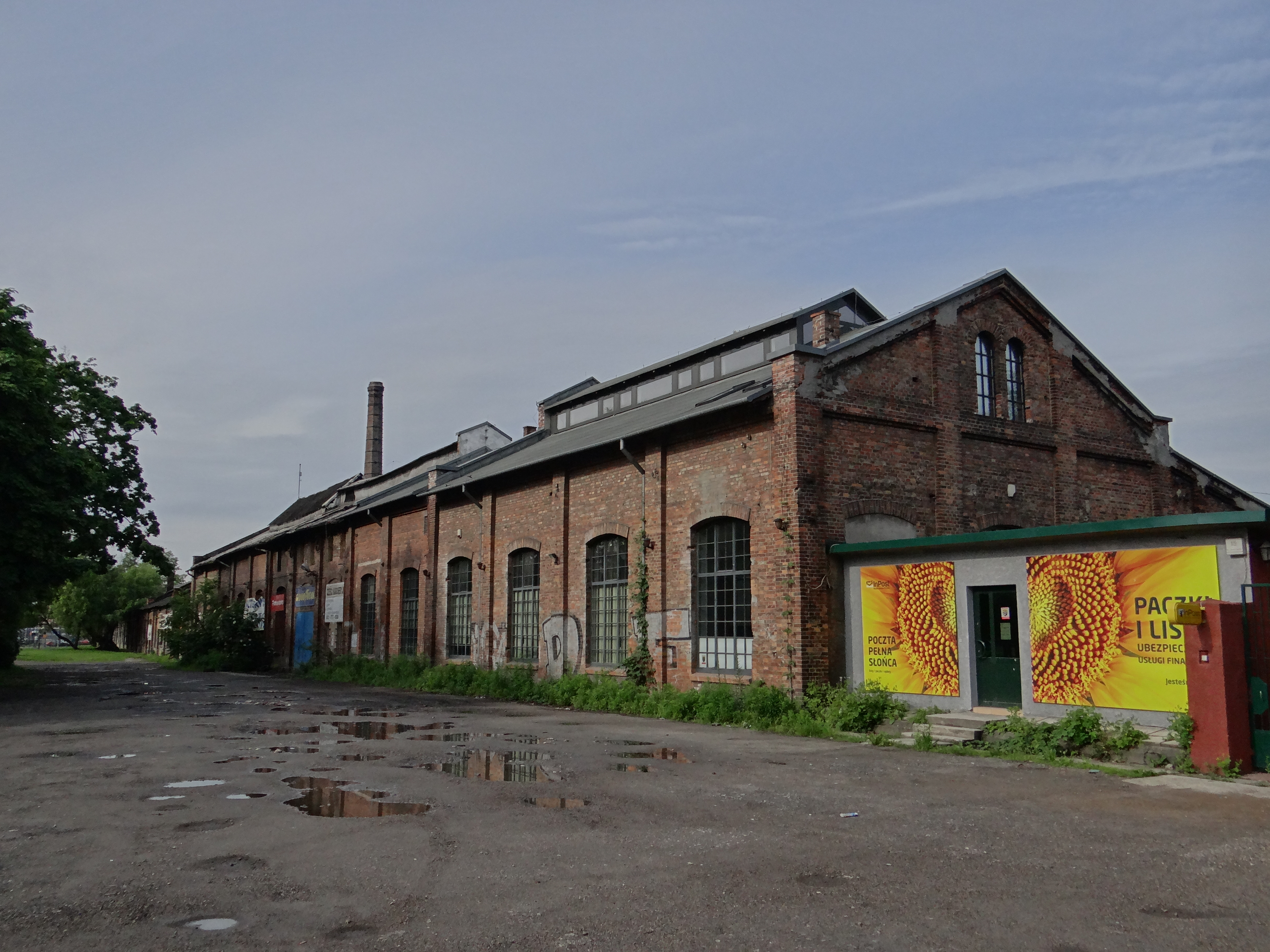
Zabytkowa hala dawnej fabryki Peterseima na Grzegórzkach

Przybył do Krakowa ze Śląska. W 1860 założył przy ul. Floriańskiej 30 fabrykę maszyn rolniczych, przeniesioną później na ul. Kopernika. Od lat 70. XIX wieku działała przy ul. Długiej. W jej skład wchodziła również od 1879 odlewnia. Pełna jej nazwa brzmiała Cesarsko-Królewska Uprzywilejowana Fabryka Maszyn i Odlewarnia Marcina Peterseima.
W 1892 przekazał fabrykę swojemu synowi Rudolfowi. Od 1899 do lat 20. XX wieku funkcjonowała w kompleksie fabrycznym na Grzegórzkach pomiędzy dzisiejszymi ulicami Powstania Warszawskiego i Żółkiewskiego (budynki zachowane do dziś, wpisane do rejestru zabytków).